# HMS Godetia (K226)
HMS Godetia (K226) je bila korveta razreda flower Kraljeve vojne mornarice, ki je bila operativna med drugo svetovno vojno.

## Zgodovina
Ladja je bila predhodno poimenovana HMS Dart (K226). 22. maja 1947 je bila prodana in nato razrezana v Graysu.